# Ilha Robertson
65° 10' S 59° 37' O

A Ilha Robertson é uma ilha coberta de neve, com 21 km de comprimento, numa orientação nordeste-sudeste e 9,7 km de largura, situada a leste de Nunataks Foca, ao largo da costa leste da Península Antártica. O Capitão Carl Anton Larsen descobriu a ilha quando ali passava no navio Jason, a 9 de Dezembro de 1893. Larsen deu o nome de "Robertson" em homenagem a William Robertson, um dos donos da  "Woltereck and Robertson".